# سرج موناست
سرج موناست (به انگلیسی: Serge Monast)(۵–۱۹۴۵ دسامبر ۱۹۹۶) پژوهشگر روزنامه‌نگار، شاعر، مقاله‌نویس و نگره‌پرداز یک نگره‌ی توطئه‌ای بود. وی بیشتر بخاطر مطرح کردن وجود توطئه‌ای به نام «پروژه‌ی باریکه‌ی آبی» و موضوع‌های مرتبط با آن در میان انگلیسی‌زبانان شناخته شده‌ است. همچنین کارها و پژوهش‌های وی در بخش «نگره‌های توطئه‌ی ماسونی» و «نظم نوین جهانی» در میان نگره‌پردازان و علاقمندان فرانسوی‌زبان محبوبیّت داشته است.

## نگره‌ی توطئه‌ی پروژه‌ی باریکه‌ی آبی
در سال ۱۹۹۴ میلادی، «سرج موناست» با انتشار کتابی تحت عنوان «Project Blue Beam (NASA)» (پروژه‌ی باریکه‌ی آبی (ناسا)) ادّعا کرد: ’اداره‌ی کلّ ملّی هوانوردی و فضایی ایالات متّحده‌ی آمریکا (ناسا) به کمک سازمان ملل متّحد در پشت پرده حادثه‌های جهان، در تلاش برای پیاده‌سازی دین یا آیینی نوین با رهبری ضدّ مسیح (دجّال) هستند تا بتوانند «نظم نوین جهانی» را در پوشش شبیه‌سازی‌شده‌ی «ظهور دوّم مسیح» به پیش ببَرند.‘
دیگر نگره‌پردازان نگره‌ی توطئه در پیرو نگره‌ی وی، وجود نشانه‌هایی از چنین توطئه‌ای را در فیلمنامه‌ای با عنوان «نیرویی خدایی» (The God Thing) به نویسندگی «جین رادنبری» را یادآور شدند که قرار بود به عنوان ادامه‌ای بر مجموعه‌ی «پیشتازان فضا» ساخته و منتشر شود؛ ولی این فیلمنامه هرگز به مرحله‌ی تولید نرسید. همچنین، قسمت «Devil's Due» مجموعه‌ی «پیشتازان فضا: نسل بعدی» (سال ۱۹۹۱ میلادی) نیز دلیلی دیگر بر وجود چنین پروژه‌ی توطئه‌آمیزی بیان شده‌ است.
در سال ۱۹۹۵ میلادی، «سرج موناست» دقیق‌ترین و پُرجزئیّات‌ترین کتاب خودش را تحت عنوان «Les Protocoles de Toronto (6.6.6)» منتشر کرد؛ او این اثر خود را با الهام‌هایی که از «پروتکل بزرگان صهیون» گرفته بود، آفرید. در این کتاب، «سرج موناست» بیان می‌دارد که ’گروهی فراماسونری تحت عنوان «گروه ۶٫۶٫۶» (عدد ۶۶۶ معروف به «عدد وحش») با صرف بیش از بیست سال، قدرت کافی برای ایجاد «نظم نوین جهانی» و «واپایش ذهن» اشخاص در جهان را به دست آورده‌اند.‘

## مرگ
«سرج موناست» مدّعی بود که از سال ۱۹۹۵ تا ۱۹۹۶ میلادی، پلیس و مقامات، او را به جُرم فعّالیّت در «شبکه‌ی اطّلاعات ممنوعه» تحت پیگرد قانونی قرار داده بودند. به همین جهت، وی دو فرزند خود را از رفتن به مدرسه منع کرده بود و به آنان در خانه درس می‌داد؛ امّا در سپتامبر سال ۱۹۹۶ میلادی، دو فرزندش تحت «حضانت دولت» قرار گرفتند و به ایشان اجازه داده شد تا در مدرسه ادامه‌ی تحصیل کنند.
«سرج موناست» در دسامبر سال ۱۹۹۶ میلادی، در سن ۵۱ سالگی در منزل خود دچار حمله‌ی قلبی شد و درگذشت. این حادثه دقیقاً یک روز پس از گذراندن شبی در بازداشت پلیس رخ داد.
دوستداران و طرفداران وی مدّعی بودند مرگ وی حادثه‌ای شُبه‌برانگیز و مشکوک بوده‌ است. آنان ادّعا کردند وی توسّط نوعی سلاح روانی به قتل رسیده‌ است؛ با این منظور که پژوهش‌های وی را در راستای افشای توطئه‌ی «پروژه‌ی باریکه‌ی آبی» متوقّف سازند.
بعدها در فیلم «نگره‌ی توطئه» برای خلق شخصیّت «Jerry Fletcher» با بازی «مل گیبسون» از شخصیّت وی وام گرفته شد.
| «           | آنکه در پی یافتن حقیقت باشد، حقیقت را خواهد یافت؛ امّا آنکه در جستجویش نباشد، حتّا اگر حقیقت را بیابد، در نظرش جلوه نخواهد کرد! | » |
| —سرج موناست | |   |